# Hendrik Algra
Hendrik Algra (Hardegarijp, 5 januari 1896 – Leeuwarden, 1 juni 1982) was een Fries onderwijzer, leraar, journalist, historicus en politicus van de Anti-Revolutionaire Partij.

## Leven en werk

##### Jeugd en opleiding, werk in het onderwijs
Hendrik Algra was de zoon van Aan (Hendriks) Algra, landarbeider, en Jitske Bosma. In 1909 werd hij landarbeider, maar in 1910 begon hij met de avondopleiding van de christelijke onderwijzersopleiding te Wommels. In 1914 werd hij onderwijzer te Itens. In 1915 verhuisde hij naar Berlikum. In 1922 werd hij leraar aan de christelijke kweekschool te Leeuwarden, vooruitlopend op het behalen van de middelbare akten voor geschiedenis in 1924 en Nederlands in 1928. Van 1935-1946 was hij leraar aan het Gereformeerd Gymnasium in Kampen, van 1936-1962 aan het Gereformeerd Gymnasium in Leeuwarden.

##### Actief in gereformeerde en Friese beweging
In 1923 werd Algra lid van Nederlandsche Bond van Jongelings Vereenigingen op Gereformeerden Grondslag. Hij publiceerde historische artikelen in het Gereformeerd Jongelingsblad, later gebundeld als Het erfdeel der vaderen.
Hij was medewerker van Friese bladen en in 1935 schreef hij mee aan de beginselverklaring van het Kristlik Frysk Selskip. Van 1935 tot 1970 was hij politiek hoofdredacteur van het Friesch Dagblad.

##### Tweede Wereldoorlog
In januari 1941 legde Algra zijn hoofdredacteurschap neer, omdat hij geen compromissen met de bezetter wilde sluiten. Op 4 mei 1942 werd hij gearresteerd en tot 20 december 1943 als gijzelaar geïnterneerd in het seminarie Beekvliet in Sint-Michielsgestel. Hij hield daar lezingen over de Nederlandse geschiedenis, die later uitgegeven werden als De eigen weg van het Nederlandse volk.

##### Anti-revolutionair politicus
Na de oorlog was Algra van 1946 tot 1969 Eerste Kamerlid voor de Anti-Revolutionaire Partij met de portefeuilles defensie, buitenlandse zaken en onderwijs. Hij was voorstander van één protestantse volkspartij in antwoord op de Doorbraak.
Hij had in later jaren kritiek op het cultuurbeleid, de Mammoetwet van Cals en het in zijn ogen godslasterlijke literaire werk van Gerard Reve.

##### Historisch werk
Algra publiceerde vele historische werken (zie Publicaties). Met zijn broer Ale Algra schreef hij het vaak herdrukte Dispereert niet als christelijk-nationale geschiedschrijving van Nederland.

##### Omroep
Van 1947 tot 1973 had hij zitting in het bestuur van de Wereldomroep, vanaf 1968 als voorzitter.

##### Eredoctor
De Vrije Universiteit verleende hem in 1980 een eredoctoraat in de sociale wetenschappen.

##### Huwelijken en kinderen
In 1922 trouwde hij met Eelkje Offringa, met wie hij drie zoons en twee dochters kreeg. Na haar overlijden in 1946 hertrouwde hij in 1953 met Janke Wijnsma. Zij kregen een dochter.

## Publicaties
- 1929-1930: Bistekken for Fryske skiednis, Harlingen
- 1932..1946: Het erfdeel der vaderen, Amersfoort.
- 1943..1958 (4 drukken): De eigen weg van het Nederlandse volk
- 1945: Zand in de greppel
- 1946: De toekomst der Nederlandse beschaving
- 1946...1983 (8 drukken, met broer Ale Algra) Dispereert niet: twintig eeuwen historie van de Nederlanden
- 1948: De Calvinistische reformatie en onze principiële politiek
- 1948: Orange in ballingschap (1795-1813)
- 1964: Anti-revolutionair bestek: toelichting op het beginsel- en algemeen staatkundig program van de Anti-revolutionaire Partij
- 1965..1966: Voor een mondig volk
- 1965..1979: Het wonder van de 19e eeuw: van vrije kerken en kleine luyden. Geschiedenis van de strijd van de groepen in de gereformeerde kerken die zich in de 20e eeuw consequent verzet hebben tegen de liberalistische geest.
- 1970: Mijn werk, mijn leven, Assen
- 1973: Zilver op Oranje: Koningin Juliana, 25 jaar vorstin: herinneringen van bekende Nederlanders
- 1974: Vrij en gebonden: 50 jaar NCRV
- 1976: Michiel Adriaanszoon de Ruyter, 1607-1676
- 1979: Jubileumboek Friesch Dagblad
- 1980: Oranje en Friesland
- 1981: Lichten aan de kim. Christelijk geïnspireerde overwegingen en gedichten van de protestantse historicus, politicus en journalist., Uitgeverij Wever, Franeker. Tweede druk 1983
- 1982: Die fijne lange dag, Uitgeverij Wever, Franeker. Tweede druk 1983

Postuum:
- 1983: Franeker, stad met historie, Wever, Franeker. (Bezorgd door prof. mr. N.E. Algra).
- 2002: In den aap gelogeerd: brieven van Hendrik Algra geschreven vanuit gijzelaarskamp Beekvliet Sint Michielsgestel 1942-1943

## Secundaire literatuur
- G. Puchinger, Hervormd-Gereformeerd, één of gescheiden?, Delft, 1969 43-84;
- G. Puchinger e.a. Doctor Algra. De Friese senator, Franeker, 1980
- G. Puchinger, Terugblik op dr. Hendrik Algra, in Christen-democratische verkenningen (1982) 497-504.

## Bron
- A.Th. van Deursen: Algra, Hendrik (1896-1982), artikel Biografisch Woordenboek van Nederland op website Instituut voor Nederlandse Geschiedenis